# 7-Phasen-Modell (Veränderungsmanagement)

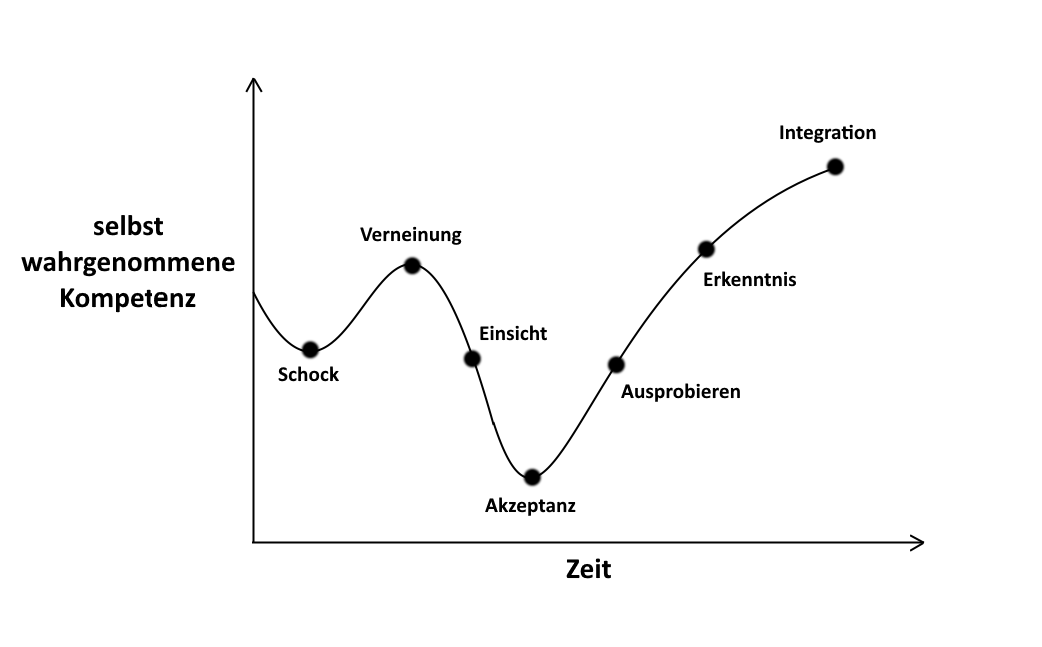
Den Abbildungen in den Originalquellen (Fatzer, 1993; Streich, 1997) entsprechende Abbildung der sieben Phasen der Veränderung

Das 7-Phasen-Modell ist ein Change-Management-Modell, welches im Jahr 1988 von Richard K. Streich, Sonja A. Sackmann, J. Jupp und Lewis ausgehend von Kurt Lewins 3-Phasen-Modell entwickelt wurde.
Teilweise wird das 7-Phasen-Modell auch als Anwendung des Kübler-Ross-Modells (fünf Phasen der Trauer, 1969) von Elisabeth Kübler-Ross dargestellt.

## Entwicklungs- und Rezeptionsgeschichte
Laut Streich und Gerhard Fatzer wurde bereits im Jahr 1988 im Rahmen eines Qualifizierungsprogramms von Streich, S. Sackmann, J. Jupp und T. Lewis „eine Erweiterung des klassischen 3-Phasen-Modells von Lewin“ entwickelt. Das damit einhergehende Manuskript blieb unveröffentlicht. Nach eigener Aussage erarbeitete Streich seine Version in Anlehnung an die Ausführungen in Transition – Understanding and Managing Personal Change (1976) von John D. Adams, John Hayes und Barrie Hopson. Es ist dort eine ganz ähnliche Veränderungskurve mit ähnlichen Bezeichnung zu sehen.
Eine Abbildung der Veränderungskurve ohne darüber hinaus gehende Beschreibung erschien bei Fatzer im Jahr 1993, J. Jupp habe die Veränderungskurve laut Harald Pühl im Jahr zuvor entwickelt. Die Veränderungskurve wurde im Jahr 1997 von Streich erneut in einem Beitrag zum Change-Management aufgegriffen und unter u. a. durch Einbezug der Dimensionen der wahrgenommenen Kompetenz und Methoden der Veränderungssteuerung genauer beschrieben. Diese Ausführung Streichs (1997) sind seit den 2000er Jahren in steigender Häufigkeit Teil vieler Change-Management-Ratgeber.

## Beschreibung
Das 7-Phasen-Modell beschreibt, wie Menschen bei neuartigen bzw. tiefgreifenden Veränderungen emotional reagieren und wie sie sie erleben. Der Grundansatz ist, „dass Fähigkeiten zur Veränderung und der Umgang damit von der persönlichen wahrgenommenen Kompetenz zur Veränderungssteuerung abhängig sind“. Streich umschrieb die sieben Phasen im Umgang mit Veränderungen folgendermaßen:
1. Phase (Schock): Konfrontation mit der neuen Situation; Fehlen von bekannten Handlungsmustern; Sinken der Kompetenz, mit der Veränderung umzugehen; mögliche Lähmung bzw. Blockierung der Leistung.
2. Phase (Verneinung): selbst eingeschätzte Kompetenz steigt wieder; dadurch entsteht eine mögliche Behinderung eines Lernprozesses; Verneinung bzw. Protest gegenüber der Veränderung; schwierig zu überwinden.
3. Phase (Einsicht): eigene Unfähigkeiten werden erkannt; Frustration, Verunsicherung, Enttäuschung und Verwirrung können steigen.
4. Phase (Akzeptanz): die neue Situation wird einschließlich der selbst eingeschätzten eigenen Fähigkeiten akzeptiert; Unterstützung und Fokussierung auf vorhandene Stärken notwendig bzw. hilfreich.
5. Phase (Ausprobieren): Übung in der neuen Ausgangslage; Mut notwendig; Unterstützung ist auch hier hilfreich.
6. Phase (Erkenntnis): Erfahrungen und Fähigkeiten werden gesammelt; Bewusstwerdung der neuen Situation.
7. Phase (Integration): die neuen Fähigkeiten werden umgesetzt, Selbstwirksamkeit steigt; Abschluss der Veränderung, individuelle Lernkurve im Umgang mit neuartigen, tiefgreifenden Veränderungen steigt.

Streich beschrieb seit den 2000er Jahren mehrfach in seinen Publikationen umfangreiche phasenorientierte Change-Verfahrens- und Verhaltensweisen, die für eine erfolgreiche Handhabung von neuartigen bzw. tiefgreifenden Veränderungsvorhaben förderlich sind.